# Centro de Danza Espiral
El Centro de Danza Espiral fue un centro de danza e institución cultural creado en 1985, en Santiago de Chile por la bailarina inglesa Joan Jara y Patricio Bunster. Su función era llevar la cultura y las artes a las masas populares, en el difícil ambiente político y represivo que reinaba desde comienzos de la dictadura del General Augusto Pinochet, que fue denominado el "Apagón Cultural".
El centro se instaló originalmente en un reconocido lugar de resistencia cultural a la dictadura militar, el Café del Cerro. Tanto Jara (viuda de Víctor Jara), como Bunster eran bailarines que previo al golpe de Estado de 1973 tuvieron una destacada participación en la vida cultural y política de Chile y tras el exilio de Jara se reúnen para reorganizar este proyecto de danza popular.

## Historia
Joan Jara tras su regreso a Chile se reúne con el bailarín y exesposo Patricio Bunster para recomenzar un proyecto de llevar la Danza a las poblaciones y suburbios populares de Chile, tal como se hacía el "Ballet Popular" con un grupo de bailarines profesionales del Ballet Nacional Chileno cuya misión era difusión de la danza en las masas populares del país, durante del gobierno de Allende y que había sido interrumpida por el golpe de Estado.
El régimen militar tuvo durante sus primeros años muy vigilada y reprimida cualquier actividad artística masiva (teatros, cinematografía, televisión, música, literatura, etc.) lo que fue llamado "El Apagón Cultural". La danza clásica al ser una actividad naturalmente onerosa y elitista quedó confinada a las temporadas del Teatro Municipal de Santiago y los bailarines de tendencia política de Izquierda fueron alejados.
Para mediado de los años 1980, Joan Jara es autorizada a regresar a Chile y en conjunto a Bunster el 5 de marzo de 1985 se instalarán en el Café del Cerro y comenzarán a realizar clases y coordinarse con otros grupos similares que creaban cultura contestaría al sistema y que eran objeto de políticas represivas.
En 1986 una bomba destruye la sala de ensayo en el "Café del Cerro" sin embargo las actividades del centro no se detienen.
El centro apoyó culturalmente las actividades de los grupos de oposición a la Dictadura Militar en Chile, teniendo una importante participación cuando estos, en 1988, preparan su campaña por el NO en el plebiscito que terminó derrotando al régimen.
Tras el retorno de la democracia se asocia con la Universidad Academia de Humanismo Cristiano y se hospeda en la Fundación Víctor Jara fundado en 1993. En 2006 muere Patricio Bunster. En 2009 Joan Jara recibió la nacionalidad chilena por gracia por su aporte a la cultura.
El centro continúa funcionando dentro de la Fundación Víctor Jara en conjunto con otras actividades culturales de dicho centro.